# IJs Ih
IJs Ih is bevroren water met hexagonale kristalstructuur. De structuur Ih is de meest voorkomende vorm van ijskristallen in de aardatmosfeer, op een fractie ijs Ic na. Naast de twee voorvernoemde kristalfasen is het mogelijk om in het laboratorium 13 andere structuren te bekomen.
De kristalstructuur Ih van ijs heeft ribben van 452 pm en 737 pm.